# Guyang (häradshuvudort i Kina, Jiangsu Sheng, lat 32,14, long 119,44)
Guyang (kinesiska: 谷阳, 丹徒区) är en häradshuvudort i Kina. Den ligger i provinsen Jiangsu, i den östra delen av landet, omkring 61 kilometer öster om provinshuvudstaden Nanjing. Antalet invånare är 302 345. Befolkningen består av 149 945 kvinnor och 152 400 män. Barn under 15 år utgör 10,0 %, vuxna 15-64 år 78 %, och äldre över 65 år 11,0 %.
Runt Guyang är det tätbefolkat, med 881 invånare per kvadratkilometer. Närmaste större samhälle är Zhenjiang, 8,5 km norr om Guyang. Trakten runt Guyang består till största delen av jordbruksmark.
Genomsnittlig årsnederbörd är 1 277 millimeter. Den regnigaste månaden är juli, med i genomsnitt 262 mm nederbörd, och den torraste är december, med 31 mm nederbörd.